# 125 Liberatrix
125 Liberatrix је астероид главног астероидног појаса са пречником од приближно 43,58 km.
Афел астероида је на удаљености од 2,964 астрономских јединица (АЈ) од Сунца, а перихел на 2,519 АЈ.
Ексцентрицитет орбите износи 0,080, инклинација (нагиб) орбите у односу на раван еклиптике 4,658 степени, а орбитални период износи 1658,457 дана (4,540 године).
Апсолутна магнитуда астероида је 9,04 а геометријски албедо 0,225.
Астероид је откривен 11. септембра 1872. године.